# Angiopteris paucinervis
Angiopteris paucinervis är en kärlväxtart som beskrevs av W. M. Chu och Z. R. He. Angiopteris paucinervis ingår i släktet Angiopteris och familjen Marattiaceae. Inga underarter finns listade i Catalogue of Life.